# Kamienica Stanisława Rolbieskiego w Bydgoszczy
Kamienica Stanisława Rolbieskiego w Bydgoszczy – kamienica położona w Bydgoszczy przy ul. Gdańskiej 96.

## Położenie
Budynek stoi we wschodniej pierzei ul. Gdańskiej, między ul. Zamoyskiego a Chodkiewicza.

## Charakterystyka
Kamienicę wzniesiono w latach 1891–1892 na zlecenie kupca drewnem Hugona Hechta, według projektu budowniczego Józefa Święcickiego. Jest to ostatni budynek w ciągu zabudowy powstałej w latach 80. i 90. XIX wieku z inicjatywy Hugo Hechta, a projektowanych przez Józefa Święcickiego.
W okresie międzywojennym budynek należał do inżyniera Stanisława Rolbieskiego, wicekonsula szwedzkiego i przedstawiciela firmy Karbid Wielkopolski. W latach okupacji hitlerowskiej mieściła się tutaj siedziba Niemieckiego Frontu Pracy.
Budynek jest jednorodny stylistycznie z kamienicą przy Gdańskiej 94. Wystrój elewacji nawiązuje do form renesansu francuskiego.
Oś symetrii biegnąca między budynkami niegdyś podkreślona była masywnymi, obitymi blachą hełmami wieńczącymi skrajne wykusze.
Kamienicę wzniesiono na planie nieregularnego wieloboku. Północna część budynku do strony frontowej ma formę mocno wysuniętego ryzalitu, boniowanego na wszystkich kondygnacjach (pozostała część posiada boniowanie do wysokości parteru). Piętra rozdzielone są wydatnymi gzymsami, a pod okapem ryzalitu gzyms dekorują konsole. Płyciny wokół okien wypełniają płaskorzeźby oraz tralkowe pseudobalustrady. W górnej części kamienicy umieszczono fryz oraz dekoracyjne rozety.
W 2022 przeprowadzono remont konserwatorski obiektu.